# Tapas (induismo)
Tapas è un vocabolo sanscrito tradotto come "calore" e da Roberto Calasso – per il quale le traduzioni cristianizzanti come "ascesi", "penitenza", "mortificazione" sviarono molti indologi – come "ardore".
Fin dal Ṛgveda significa un tipo d'ascesi (propriamente come "esercizio") con cui lo sviluppo del calore, per il Treccani interiore (o «psichico» o «mistico»), è stato presentato come centrale e caratterizzante.
Nella religione vedica e nell'induismo è usato figurativamente per denotare la sofferenza spirituale, l'automortificazione o l'austerità, come pure l'estasi spirituale che prova uno yogin o un tāpasa (un derivato Vrddhi che indica "un praticante di austerità, asceta"). Nel Rig Veda questo termine è messo in correlazione con il culto del soma. L'aggettivo tapasvin vuol dire "rovinato, povero, misero", ma anche "asceta, praticante austerità".
Nella tradizione yogica tapas può essere tradotto come "energia essenziale", in relazione ad uno sforzo mirato al conseguimento della purezza corporea e dell'illuminazione spirituale. È uno dei niyama (discipline di autocontrollo) descritte dello Yoga Sūtra di Patañjali. L'esercizio del tapas comporta un'autodisciplina o un'austerità praticata con la volontà di raffrenare i propri impulsi fisici e di dedicarsi attivamente al conseguimento di uno scopo più elevato nella propria vita. Tramite l'esercizio di tapas uno yogi o ricercatore spirituale può "bruciare" o prevenire l'accumulo delle energie negative, sgombrandosi il sentiero verso la propria evoluzione spirituale.
In forma personificata tapas compare come il padre di Manyu nel Rig Veda. Il tapo-rāja ("re delle austerità") è uno dei nomi della luna.
In sanscrito tapas (di genere neutro), letteralmente "calore", indica uno sforzo personale di disciplina cui ci si sottomette per raggiungere uno scopo, sforzo che si accompagna a sofferenze e dolore. Questa parola compare la prima volta nel Rig Veda 8.82.7, dov'è usato nel senso di 'dolore, sofferenza' (Monier-Williams). È usato di solito in un contesto religioso e spirituale, ma può essere impiegato in qualsiasi campo o contesto. Chi intraprende la tapas è uno tapasvin. Dal termine tapas deriva la parola di uso comune tapasyā, usata in tutti e tre i generi e che compare nel Katyayana-Shrauta-Sutra, nel Dharma-shashtra di Baudhayana, in Panini 4.4.128 ecc.  Nel Rig Veda si incontrano dozzine di volte parole derivate da tapas che mostrano come il suo significato nell'era del Rig Veda era di "sofferenza" e "austerità".
I monaci e i guru dell'induismo, sikhismo e giainismo praticano la tapas come mezzo di purificazione e per rafforzare la propria devozione alla divinità, come pratica di vita religiosa e per conseguire mokṣa, la liberazione spirituale.
Tapas può essere inteso come lo sforzo verso il nirvāṇa, o mokṣa. Ma può essere inteso anche come lo sforzo per eccellere in un certo sport, campo del sapere o lavoro. Tapas può anche essere intrapreso come una forma di penitenza, per liberarsi dalle conseguenze di un peccato o di attività peccaminose o dall'effetto di karma negativo.